# Liste des amplificateurs Marshall
Cette liste des amplificateurs Marshall présente de façon chronologique les amplificateurs et baffles pour amplificateurs produits par Marshall Amplification.

## Désignation des modèles
Les désignations de plusieurs générations d'amplificateurs Marshall se présentent sous la forme d'un numéro à quatre chiffres, suivi éventuellement d'une lettre. Ces numéros ne correspondent pas à une date : par exemple, le Marshall 1959 est sorti en 1965.
L'ajout d'une lettre signifie une version spéciale de l'amplificateur. Le T signifie que l'amplificateur dispose d'un trémolo. Pour les séries JCM, l'ajout du S (pour small) signifie que la tête est plus petite.

## Numéros de série
Avant 1969, les amplificateurs Marshall ne portent pas de numéro de série.
| Code - Modèle          | Explication           |
| ---------------------- | --------------------- |
| A/ ou /A               | 200 Watt              |
| RI                     | Réédition             |
| S/ ou S/A              | 50 Watt               |
| SB/ ou SB/A Super Bass | Super Bass - 100 Watt |
| SL/ ou SL/A Super Lead | Super Lead - 100 Watt |
| SP/                    | Super PA              |
| ST/ ou ST/A            | Trémolo - 100 Watt    |
| T/ ou T/A Tremolo      | Trémolo - 50 Watt     |

| Code | Année de production |
| ---- | ------------------- |
| A    | 1969 - 1970         |
| C    | 1971                |
| D    | 1972                |
| E    | 1973                |
| F    | 1974                |
| G    | 1975                |
| H    | 1976                |
| J    | 1977                |
| K    | 1978                |
| L    | 1979                |
| M    | 1980                |
| N    | 1981                |
| P    | 1982                |
| R    | 1983                |
| S    | 1984                |
| T    | 1985                |
| U    | 1986                |
| V    | 1987                |
| W    | 1988                |
| X    | 1989                |
| Y    | 1990                |
| Z    | 1991 - 1992         |

## Années 1960

### JTM45 et JTM50

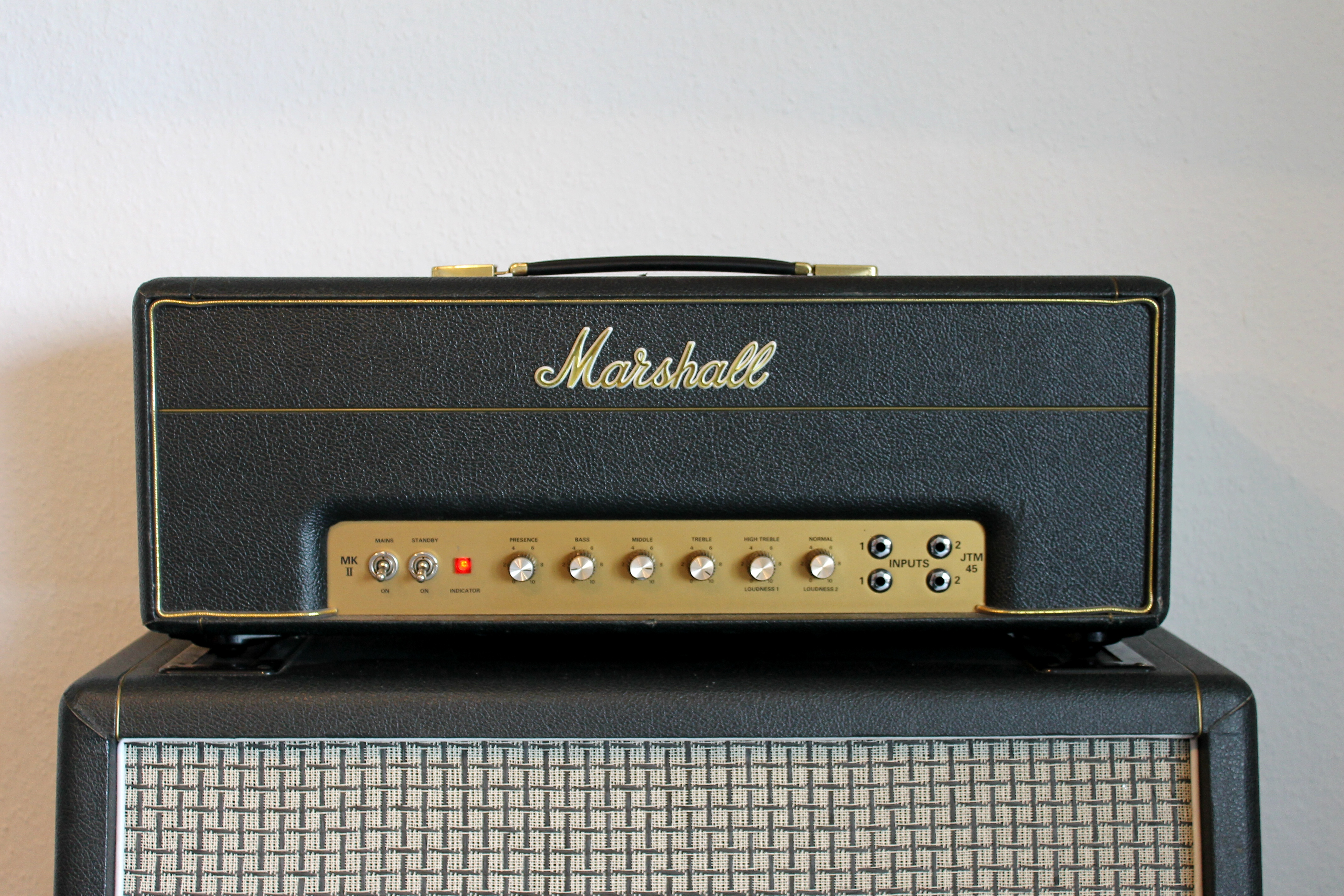
Marshall JTM45 Reissue de 1997.

Le Marshall JTM45 est la première série d'amplificateurs commercialisée par Marshall. La production démarra en 1962.
En 1966, Marshall utilisa des tubes EL34, et renomma certains de ces amplificateurs, surtout les versions Public Address (PA), JTM50.
| Modèle       | Dates de production | Watts | Caractéristiques                                                                                        |
| ------------ | ------------------- | ----- | --- |
| JTM45        | 1962–1964           | 45    | Premier amplificateur Marshall                                                                          |
| 1963         | 1965–1966           | 45    | Version « Super PA » du JTM45                                                                           |
| 1963         | 1966–1967           | 50    | Version « Super PA » du JTM50                                                                           |
| 1985         | 1965–1966           | 45    | Version PA du JTM45, basé sur le 1987                                                                   |
| 1985         | 1966–1967           | 50    | Version PA du JTM50, basé sur le 1987                                                                   |
| 1986         | 1965–1966           | 45    | Version basse du JTM45 1987                                                                             |
| 1986         | 1966–1967           | 50    | Version basse du JTM50 1987                                                                             |
| 1987 /1987T  | 1965–1966           | 45    | Version Lead du JTM45 ; le JTM45 a été renommé 1987 par la suite ; existe aussi avec un trémolo (1987T) |
| 1987 /1987T  | 1966–1967           | 50    | Version Lead du JTM50 ; existe aussi avec un trémolo (1987T)                                            |
| 1989 / 1989T | 1965–1966           | 45    | Version du JTM45 pour orgue électronique, existe aussi avec un trémolo (1989T)                          |
| 1989 / 1989T | 1966–1967           | 50    | Version du JTM50 pour orgue électronique, existe aussi avec un trémolo (1989T)                          |

- Réédition

| Modèle        | Dates de production | Watts | Caractéristiques                                                 |
| ------------- | ------------------- | ----- | ---------------------------------------------------------------- |
| JTM 45 (2245) | 1989 –              |       | Réédition du JTM45 original (1987)                               |
| 2245THW       | 2014 –              |       | Tête câblée à la main, circuit identique à celui du Bluesbreaker |

- Baffle

| Modèle | Dates de production | Watts | Haut Parleurs | Caractéristiques                                       |
| ------ | ------------------- | ----- | ------------- | ------------------------------------------------------ |
| 1960   | 1964 -              | 60    | 4x12"         | Premières baffles, initialement sans numéro de modèle. |
| 1972   |                     | 50    | 2x12"         | Baffle d'extension                                     |

### Bluesbreaker
Le Marshall Bluesbreaker, dont le nom provient du groupe John Mayall's Bluesbreakers, est le premier amplificateur « combo » (unité intégrant l'amplificateur et son ou ses haut-parleurs) de la marque, basé sur le JTM45.
| Modèle | Dates de production     | Watts | Caractéristiques                            |
| ------ | ----------------------- | ----- | ------------------------------------------- |
| 1961   |                         | 45    | Basé sur le 1987T JTM45 sous forme de combo |
| 1962   | 1964/1965 jusqu’en 1972 | 45    | Basé sur le 1986 JTM45 sous forme combo     |

## Années 1990

### Valvestate
La série Valvestate est une gamme d'amplificateurs d'entrée et moyenne gamme apparue en 1991, disposant d'un étage de préamplification à lampe unique de type 12AX7 et d'un étage d'amplification à transistors, principe connu depuis sous le nom d'« amplificateur hybride ». Le nom de la série vient des mots anglais valve, désignant une lampe à vide, et solid state, désignant la technologie des transistors en général.
La gamme originelle comprend des modèles de 40, 65, 2x40 et 80 watts. Elle est renouvelée en 1996 avec l'ajout de modules de réverbération sur certains modèles, puis de nouveau en 2001 avec le changement du modèle de lampe de préamplification, qui devient une ECC83, l'ajout d'un refroidissement actif sur les modèles les plus puissants, des effets numériques, et de nouveaux haut-parleurs — toujours fournis par Celestion.
Le but de cette gamme était de permettre aux musiciens d'obtenir un « son Marshall » à faible coût et sans les contraintes d'entretien régulier et de fragilité d'un amplificateur tout lampes.